# Sarah Vaughan
Pour les articles homonymes, voir Vaughan.
Ne doit pas être confondu avec Sarah Vaughan (écrivain).
Sarah Vaughan, née le 27 mars 1924 à Newark dans le New Jersey et morte le 3 avril 1990 à Hidden Hills en Californie, est une chanteuse de jazz américaine.
Elle est considérée, avec Ella Fitzgerald, Nina Simone et Billie Holiday, comme l'une des quatre plus grandes chanteuses de jazz de l'histoire.

## Biographie

### Les débuts
Née dans une famille aussi religieuse que musicienne, Sarah Lois Vaughan apprend le chant et l'harmonium dans un contexte religieux, au sein de l'Église baptiste.
Elle garde la double spécialité (chant et piano), jouant du piano dans l'orchestre de son école et chantant dans les chœurs à l'église ; elle se consacre au chant lorsqu'elle gagne le concours d'amateurs du Théâtre Apollo à Harlem, dix ans après Ella Fitzgerald qui vient la féliciter.
Elle rejoint l'orchestre d'Earl Hines puis l'orchestre moderniste, qui introduit le bebop dans la musique de big band, de Billy Eckstine. Elle est notamment influencée par Charlie Parker et Dizzy Gillespie, alors membres de l'orchestre.

### Après-guerre

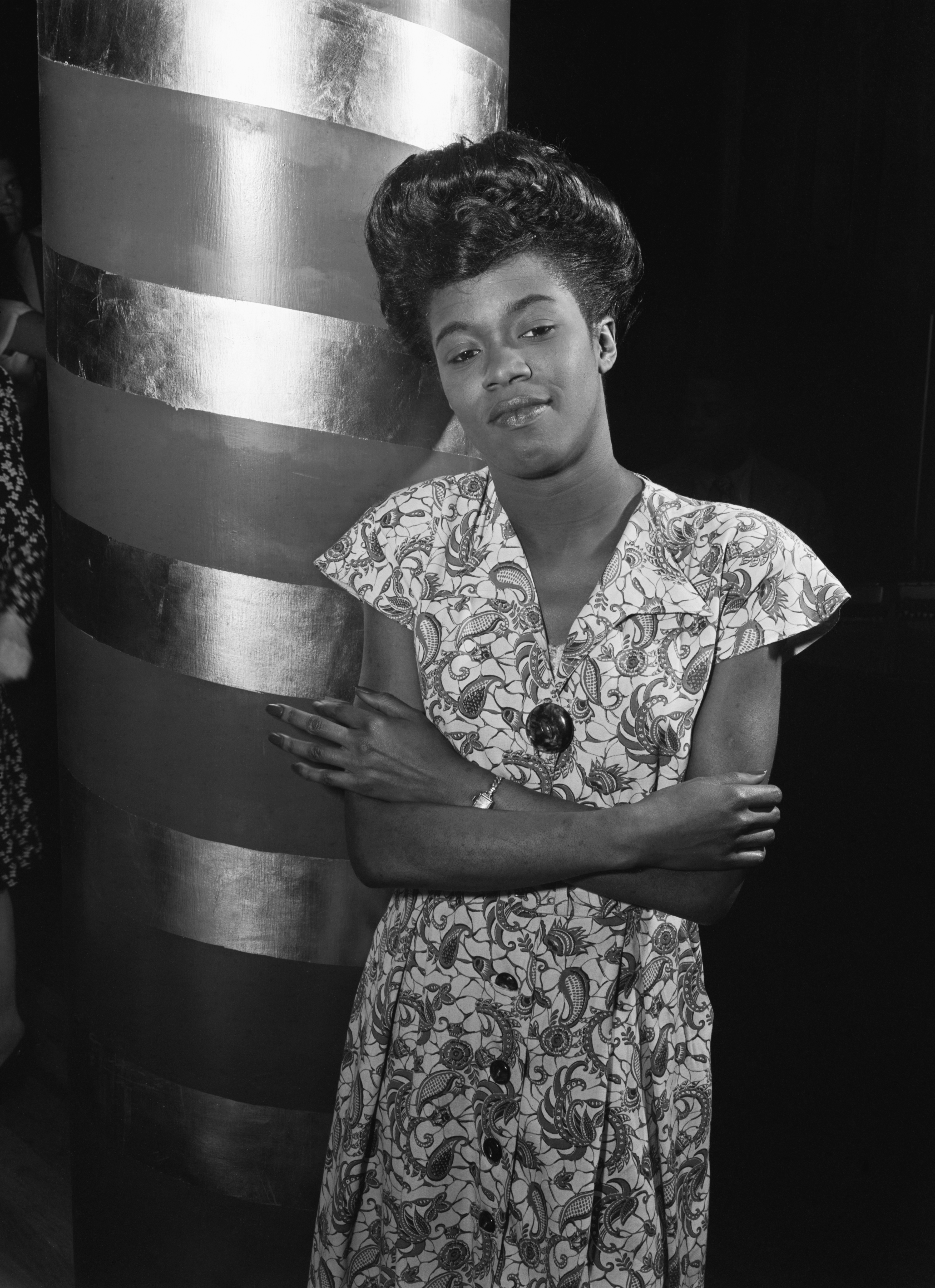
Au Café Society, septembre 1946.

En décembre 1944, elle enregistre sous son nom une version de A Night in Tunisia sous le nom d’Interlude avec Charlie Parker et Dizzy Gillespie en sidemen (partenaires) de luxe.
En 1949, elle signe chez le label Columbia et y enregistre abondamment.
Dans les années cinquante, elle alterne des faces plutôt commerciales avec grand orchestre pour Mercury et des faces accompagnée par de petites formations, comme celle de l'album With Clifford Brown (1954).
En 1958, elle enregistre avec l'orchestre de Count Basie, No Count Sarah.
Dans les années 1960, sa voix perd légèrement en virtuosité mais gagne en profondeur comme le prouve sa performance au Tivoli de Copenhague en 1963 ou celle au Monterey Jazz Festival en 1971 publiée en 2007.
Elle enregistre au cours de ces années avec des orchestres symphoniques.
En 1982 elle enregistre pour Pablo Records un album très personnel. Afin de maitriser toutes les étapes dans la création de cet album elle endosse le rôle de producteur. « Sassy » -de son petit nom- choisit les musiciens, les chansons, les arrangements mais également la pochette et le titre de son album : Crazy and Mixed Up.
Son rêve, comme elle dit, c'est « de faire ce qu'elle veut sans interférence de la part de la maison de disques ».
À partir de 1982, les enregistrements et concerts se font plus rares.
Elle meurt le 3 avril 1990 à Hidden Hills en Californie d'un cancer du poumon à l'âge de 66 ans.

## Style

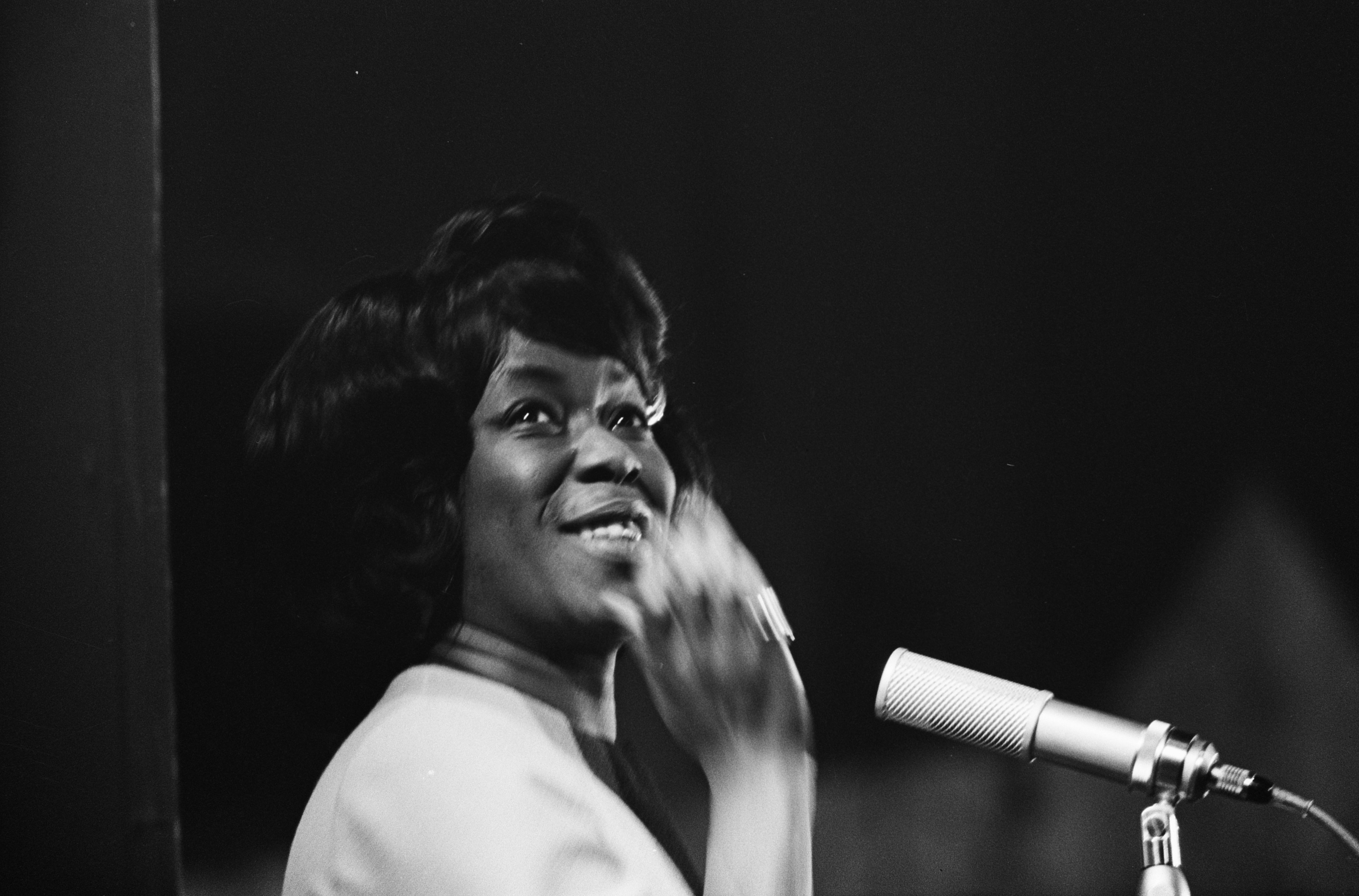
Sarah Vaughan au Grand Gala du Disque Populaire 1963 aux Pays-Bas.

Sarah Vaughan possède une projection vocale précise et facile, peu importe le registre ou le tempo, et une tessiture de trois octaves et demie. Sa technique vocale lui permet des sauts de registre d'une rare amplitude aux modulations et dosages de volume maîtrisés. Avec les années, le registre de Sarah Vaughan s'est approfondi vers la voix d'alto profonde. Sarah Vaughan est aussi une pianiste avec une connaissance fonctionnelle de l'harmonie, et était considérée comme la meilleure chanteuse de bebop. Avec son grand contrôle de voix, elle pouvait glisser sur plusieurs octaves comme lorsqu'elle chante When You Open It to Speak ou dans sa finale Each Day Is Valentine's Day.
Sa culture musicale, nourrie par le bebop, donne à ses improvisations une grande invention harmonique et rythmique. Son style est aussi marqué par une utilisation très poussée du vibrato. Sarah Vaughan joue avec la synchronisation des mots comme si les paroles pouvaient s'étirer pour se produire presque n'importe où par rapport au passage de la pulsation, comme lorsqu'elle chante les mots « funny valentine » ou « heart » dans les deux premiers vers de la chanson My Funny Valentine. Sarah Vaughan jongle avec la prononciation des mots, leur timbre et leur tonalité, ce qui donne, selon Gridley, un effet extrêmement sensuel. Bref, elle préfère remanier le rythme et embellir les notes dans un but qui dépasse le simple ornement, et ce, sans nécessairement se diriger vers la liberté d'expression du scat.
Magnifique interprète de ballades, elle est aussi une chanteuse de scat accomplie. On ne lui connaît guère de rivale dans ce domaine, hormis Ella Fitzgerald. Toutes ces qualités se retrouvent dans ses performances scéniques d'autant qu'elle sait les mettre en scène avec humour, comme dans sa version de Tenderly, enregistrée au Tivoli en 1963. Elle est considérée, avec Ella Fitzgerald, Nina Simone et Billie Holiday, comme l'une des quatre plus grandes chanteuses de jazz.

## Culture populaire
- Sarah Vaughan est mentionnée (« She's reborn like Sarah Vaughan ») par la chanteuse britannique Amy Winehouse dans sa chanson October Song, parue en 2003.
- Sarah Vaughan est mentionnée (« We blowin' like Sarah Vaughan ») par le rappeur américain Chali 2na (du groupe Jurassic 5) dans la chanson de Supernatural Work It Out parue en 2003 sur l'album The Lost Freestyle Files

## Discographie sélective
- 1954 : Swingin' Easy, Emarcy

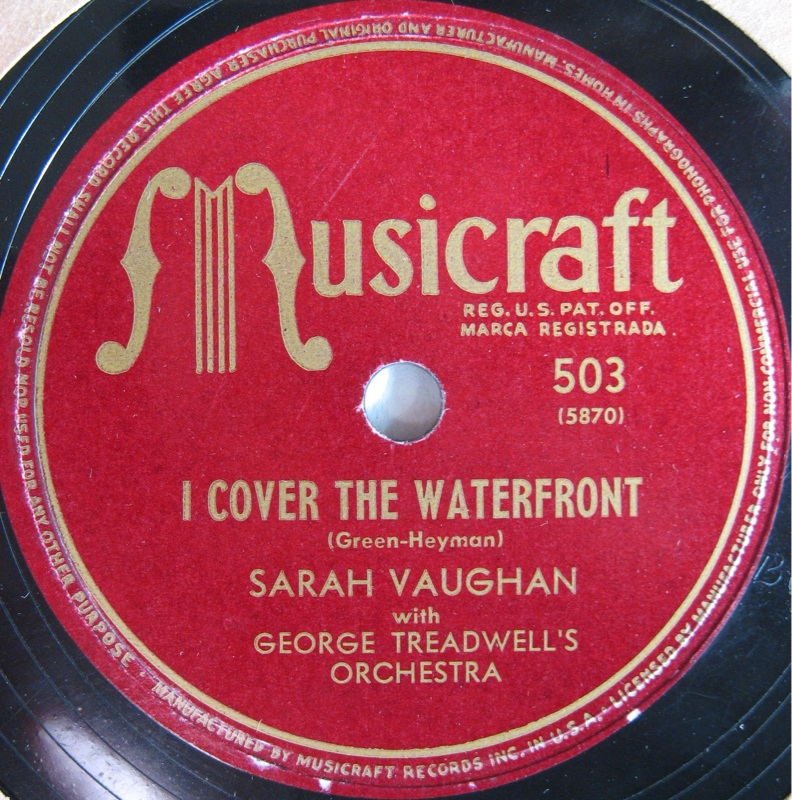
I Cover the Waterfront sur un 78 tours du label Musicraft.

- 1954 : Sarah Vaughan with Clifford Brown, Emarcy
- 1955 : In the Land of Hi-Fi, EmArcy MG-36058
- 1957 : At Mister Kelly's, Mercury
- 1959 : After Hours at the London House [live], Mercury SR-60020 / 2005 CD Mercury [Verve] SR-60020
- 1958 : No Count Sarah, EmArcy
- 1961 : After Hours, Roulette Jazz
- 1962 : Sarah + 2, Roulette Jazz
- 1963 : Sassy Swings the Tivoli [live], Emarcy
- 1965 : Sarah Vaughan Sings the Mancini Songbook, Mercury SR 61009 / 1998 CD Mercury [Verve] 558 401-2
- 1967 : Sassy Swings Again, The Verve Music Group
- 1971 : Live at the 1971 Monterey Jazz Festival, MJF Records
- 1974 : Send in the Clowns, Fantasy Inc.